# Средневековый мост (Оренсе)
Средневековый мост в городе Оренсе, сообщество Галисия, королевство Испания, называемый также Римский мост, Старый мост или  Высокий мост, является яркой достопримечательностью и символом древнего города, изображённым на его гербе. 
Первый каменный мост через реку Миньо был возведён ещё римлянами, в эпоху императора Августа или, по другим данным, императора Траяна. Центральный из одиннадцати пролётов моста имел ширину 48 метров и высоту арки 38 метров, что позволяло пользоваться мостом даже во время наводнения.
В 1230 году мост был перестроен местным епископом Лоренцо на римском основании за счёт средств, предоставленных Фернандо III Кастильским, королём Галисии. В то время он считался самым большим мостом в Испании. В 1499 году центральная арка моста обрушилась. Лишь в 1679 году мост был восстановлен на том же месте, длиной 373 метра, состоящий из семи пролётов, с центральной аркой шириной 43 метра и высотой над уровнем воды 41 метр. До 1816 года это был единственный мост в Оренсе.
В 1961 году средневековый мост в Оренсе был объявлен национальным историческим памятником. С 1989 года мост стал исключительно пешеходным.